# George Neuner
George Neuner (* 24. August 1878 in München, Königreich Bayern, Deutsches Reich; † 24. Mai 1966 in Oregon City, Oregon, USA) war ein US-amerikanischer Jurist und Politiker.

## Werdegang
Über die Jugendjahre von George Neuner ist nichts bekannt. Irgendwann zog er in die Vereinigten Staaten und ließ sich dort in Oregon nieder. Neuner studierte Jura und begann nachdem Erhalt seiner Zulassung als Anwalt zu praktizieren. Er schloss sich der Republikanischen Partei an. In der Folgezeit saß er 1911 im Repräsentantenhaus von Oregon und 1913 im Senat von Oregon. Zwischen 1925 und 1933 war er Bundesstaatsanwalt für Oregon. Gouverneur Earl Snell ernannte ihn im Dezember 1943 zum neuen Attorney General von Oregon, um die Vakanz zu füllen, die durch den Tod von Isaac Homer Van Winkle entstand. Neuner wurde dann 1944 für eine volle Amtszeit gewählt und 1948 wiedergewählt. Er bekleidete seinen Posten vom 21. Dezember 1943 bis zum 5. Januar 1953. Seine Amtszeit war vom Zweiten Weltkrieg und dem Koreakrieg überschattet.
Neuner war Mitglied der American Bar Association, ein Freimaurer, ein Elk und bei Rotary.